# Megaselia setifer
Megaselia setifer är en tvåvingeart som först beskrevs av William Lundbeck 1920.  Megaselia setifer ingår i släktet Megaselia och familjen puckelflugor. Inga underarter finns listade i Catalogue of Life.